# Phaneroptera fragilis
Phaneroptera fragilis är en insektsart som beskrevs av David R. Ragge 1960. Phaneroptera fragilis ingår i släktet Phaneroptera och familjen vårtbitare. Inga underarter finns listade i Catalogue of Life.